# Ronald Worm

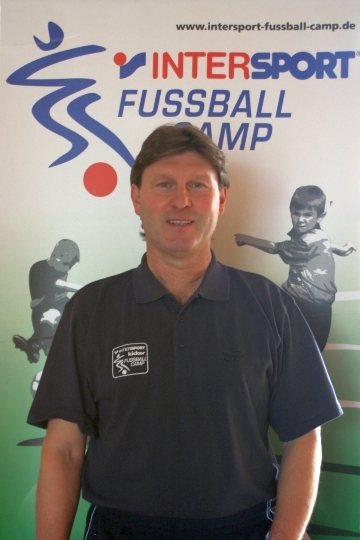
Ronald Worm

Ronald "Ronnie" Worm, född 7 oktober 1953 i Duisburg, är en före detta västtysk professionell fotbollsspelare (anfallare) som spelade sju matcher och gjorde fem mål för i västtyska landslaget 1975–1978. Med landslaget deltog han bland annat i OS 1972, EM 1976 och VM 1978.

## Klubbar
- Eintracht Braunschweig
- MSV Duisburg